# Rosinen i pølseenden
Rosinen i pølseenden er et idiom, som bruges for at udtrykke at noget (det bedste) kommer til sidst i en rækkefølge.
Udtrykket stammer fra gamle dages pølseproduktion. Man lagde en rosin i enden på pølsen, for at forhindre farsen i at løbe ud.
Andre kilder peger på en svensk oprindelse, hvor idiomet kan spores tilbage til 1600-tallet. Her blev der lagt rosiner i pølserne for at gøre dem særligt lækre ved specielle højtider - gerne ved jul. Ved at lægge rosiner i enden af pølsen skulle pølsen få en ekstra god smag. Derfor bruges idiomet til at beskrive noget ekstra godt ved en allerede god oplevelse. 